# 王毅 (1957年)
王毅（1957年—），回族人，云南大理人，中华人民共和国政治人物。

## 生平
中共党员，曾加入中国人民解放军，后复原在耿马县供职。1983年，提拔为耿马县团县委书记。1992年10月，出任中共沧源县委书记。1996年8月，调任中共临沧地委委员、中共临沧县委书记。2001年，担任大理学院党委书记。